# Георг Кристиан (Източна Фризия)
Георг Кристиан (на немски: Georg Christian I von Ostfriesland; * 6 февруари 1634, Аурих; † 6 юни 1665, Аурих) от род Кирксена, е княз на Източна Фризия от 1660 до 1665 г. По време на неговото управление фамилията Кирксена получава на 18 април 1662 г. наследствената титла имперски княз.

## Биография
Той е вторият син на граф Улрих II от Източна Фризия (1605 – 1648) и съпругата му Юлиана фон Хесен-Дармщат (1606 – 1659), дъщеря на ландграф Лудвиг V фон Хесен-Дармщат и принцеса Магдалена фон Бранденбург.
След смъртта на баща му по-големият брат Ено Лудвиг (1632 – 1660) става през 1648 г. граф, а през 1654 г. и княз на Източна Фризия. Заедно с по-малкия си брат Едцард Фердинанд (1636 – 1668) Георг Кристиан посещава от 1649 г. академиите на Бреда и Тюбинген, където се запознава с бъдещата си съпруга. През април 1656 г. той се връща в двора на брат си Ено Лудвиг в Аурих.
На 4 април 1660 г. Георг Кристиан наследява като граф своя по-голям брат Ено Лудвиг, починал по време на лов, който има само дъщери. Четири месеца след смъртта на Георг Кристиан съпругата му Кристина Шарлота ражда син – Кристиан Еберхард, на когото Кристина Шарлота е регент през следващите 25 години.

## Фамилия
Георг Кристиан се жени на 10 май 1662 г. в Щутгарт за принцеса Кристина Шарлота фон Вюртемберг (* 21 октомври 1645; † 16 май 1699), дъщеря на херцог Еберхард III фон Вюртемберг-Щутгарт и първата му съпруга вилд- и рейнграфиня Анна Катарина Доротея фон Залм-Кирбург. Те имат три деца:
- Еберхардина Катерина (1663 – 1664)
- Юлиана Шарлота (1664 – 1666)
- Кристиан Еберхард (1665 – 1708), княз на Източна Фризия